# Кирпиченко, Иван Платонович
Иван Платонович Кирпиченко (15 сентября 1925 — 8 августа 2001) — полковник МВД СССР. Участник Великой Отечественной войны — младший сержант, командир отделения автоматчиков 164-й танковой бригады 16-го танкового корпуса 2-й танковой армии 2-го Украинского фронта. Герой Советского Союза (1944).

## Биография
Иван Кирпиченко родился 15 сентября 1925 года в селе Воскресеновка (ныне — Костанайская область Казахстана). Окончил семь классов школы. В 1943 году Кирпиченко был призван на службу в Рабоче-крестьянскую Красную Армию. С того же года — на фронтах Великой Отечественной войны. К январю 1944 года младший сержант Иван Кирпиченко командовал отделением автоматчиков 164-й танковой бригады 16-го танкового корпуса 2-й танковой армии 2-го Украинского фронта. Отличился во время освобождения Винницкой и Черкасской областей Украинской ССР.
28-31 января 1944 года во время боёв под селом Оратов Винницкой области отделение Кирпиченко успешно удержало захваченный рубеж, уничтожив несколько солдат противника. 6 марта 1944 года отделение, уничтожив боевое охранение немецких войск, первым переправилось через реку Горный Тикич в районе села Буки Маньковского района Черкасской области.
Указом Президиума Верховного Совета СССР от 13 сентября 1944 года младший сержант Иван Кирпиченко был удостоен высокого звания Героя Советского Союза с вручением ордена Ленина и медали «Золотая Звезда».
В 1945 году Кирпиченко окончил курсы младших лейтенантов. Уволившись в запас из рядов Советской Армии, он поступил на службу в органы МВД СССР. В 1956 году Кирпиченко окончил юридический институт при Самаркандском государственном университете. Проживал в Самарканде, до выхода на пенсию работал заместителем начальника УВД Самаркандского облисполкома.
Был также награждён орденом Отечественной войны 1-й степени и рядом медалей.